# Castelo Aros
O Castelo Aros localiza-se na ilha de Mull, no arquipélago das ilhas atlânticas de Argyll, na Escócia.
Remonta ao século XIV, sendo um dos mais antigos na ilha.
Atualmente encontra-se em ruínas.